# Montgesoye
Montgesoye település Franciaországban, Doubs megyében. Lakosainak száma 494 fő (2022. január 1.). Montgesoye Saules, Chantrans, Châteauvieux-les-Fossés, Durnes, Vuillafans és Ornans községekkel határos.

## Népesség
A település népességének változása:
| Lakosok száma | 396  | 437  | 408  | 495  | 473  | 472  | 465  | 472  | 479  | 494  |
|               | 1968 | 1982 | 1990 | 2006 | 2013 | 2015 | 2017 | 2019 | 2020 | 2022 |